# Enicospilus communis
Enicospilus communis là một loài tò vò trong họ Ichneumonidae.